# Apache Corporation
Apache Corporation, (NYSE: APA), är ett amerikanskt multinationellt petroleumbolag som prospekterar, utvinner och producerar petroleum och naturgas. De har prospekterings– och utvinningsrättigheter i Argentina, Australien, Egypten, Kanada, Storbritannien (i Nordsjön), Surinam och USA. Apache innehar bevisade petroleum– och naturgasreserver på ca 2,9 miljarder fat oljeekvivalenter för år 2012.